# Liste des titres musicaux numéro un aux États-Unis en 2021
Liste les titres musicaux ayant le plus de succès au cours de l'année 2021 aux États-Unis d'après le magazine Billboard.

## Historique
| Date         | Artiste(s)                                     | Titre                           | Référence |
| ------------ | ---------------------------------------------- | ------------------------------- | --------- |
| 2 janvier    | Mariah Carey                                   | All I Want for Christmas Is You |           |
| 9 janvier    | 24kGoldn featuring iann dior                   | Mood                            |           |
| 16 janvier   | 24kGoldn featuring iann dior                   | Mood                            |           |
| 23 janvier   | Olivia Rodrigo                                 | Drivers License                 |           |
| 30 janvier   | Olivia Rodrigo                                 | Drivers License                 |           |
| 6 février    | Olivia Rodrigo                                 | Drivers License                 |           |
| 13 février   | Olivia Rodrigo                                 | Drivers License                 |           |
| 20 février   | Olivia Rodrigo                                 | Drivers License                 |           |
| 27 février   | Olivia Rodrigo                                 | Drivers License                 |           |
| 6 mars       | Olivia Rodrigo                                 | Drivers License                 |           |
| 13 mars      | Olivia Rodrigo                                 | Drivers License                 |           |
| 20 mars      | Drake                                          | What's Next                     |           |
| 27 mars      | Cardi B                                        | Up                              |           |
| 3 avril      | Justin Bieber featuring Daniel Caesar & Giveon | Peaches                         |           |
| 10 avril     | Lil Nas X                                      | Montero (Call Me by Your Name)  |           |
| 17 avril     | Silk Sonic                                     | Leave the Door Open             |           |
| 24 avril     | Polo G                                         | Rapstar                         |           |
| 1er mai      | Polo G                                         | Rapstar                         |           |
| 8 mai        | The Weeknd & Ariana Grande                     | Save Your Tears                 |           |
| 15 mai       | The Weeknd & Ariana Grande                     | Save Your Tears                 |           |
| 22 mai       | Silk Sonic                                     | Leave the Door Open             |           |
| 29 mai       | Olivia Rodrigo                                 | Good 4 U                        |           |
| 5 juin       | BTS                                            | Butter                          |           |
| 12 juin      | BTS                                            | Butter                          |           |
| 19 juin      | BTS                                            | Butter                          |           |
| 26 juin      | BTS                                            | Butter                          |           |
| 3 juillet    | BTS                                            | Butter                          |           |
| 10 juillet   | BTS                                            | Butter                          |           |
| 17 juillet   | BTS                                            | Butter                          |           |
| 24 juillet   | BTS                                            | Permission to Dance             |           |
| 31 juillet   | BTS                                            | Butter                          |           |
| 7 août       | BTS                                            | Butter                          |           |
| 14 août      | The Kid Laroi & Justin Bieber                  | Stay                            |           |
| 21 août      | The Kid Laroi & Justin Bieber                  | Stay                            |           |
| 28 août      | The Kid Laroi & Justin Bieber                  | Stay                            |           |
| 4 septembre  | The Kid Laroi & Justin Bieber                  | Stay                            |           |
| 11 septembre | BTS                                            | Butter                          |           |
| 18 septembre | Drake featuring Future & Young Thug            | Way 2 Sexy                      |           |
| 25 septembre | The Kid Laroi & Justin Bieber                  | Stay                            |           |
| 2 octobre    | The Kid Laroi & Justin Bieber                  | Stay                            |           |
| 9 octobre    | Coldplay & BTS                                 | My Universe                     |           |
| 16 octobre   | The Kid Laroi & Justin Bieber                  | Stay                            |           |
| 23 octobre   | Lil Nas X & Jack Harlow                        | Industry Baby                   |           |
| 30 octobre   | Adele                                          | Easy on Me                      |           |
| 6 novembre   | Adele                                          | Easy on Me                      |           |
| 13 novembre  | Adele                                          | Easy on Me                      |           |
| 20 novembre  | Adele                                          | Easy on Me                      |           |
| 27 novembre  | Taylor Swift                                   | All Too Well (Taylor's Version) |           |
| 4 décembre   | Adele                                          | Easy on Me                      |           |
| 11 décembre  | Adele                                          | Easy on Me                      |           |
| 18 décembre  | Adele                                          | Easy on Me                      |           |
| 25 décembre  | Mariah Carey                                   | All I Want for Christmas Is You |           |